# Diocèse de Sør-Hålogaland
Le diocèse de Sør-Hålogaland est l'un des onze diocèses que compte actuellement l'Église de Norvège qui est de confession luthérienne.
Son territoire s'étend sur l'ensemble du Comté de Sør-Trøndelag, tandis que son siège se trouve à la Cathédrale de Bodø. L'évêque diocésien est actuellement Tor Berger Jørgensen.